# برينو سيزار
برينو سيزار (21 أبريل 1995 في البرازيل – )؛ هو لاعب كرة قدم كان يلعب كمدافع.

## وصلات خارجية
- برينو سيزار على موقع رابطة كرة القدم اليابانية للمحترفين (اليابانية)
- برينو سيزار على موقع قاعدة بيانات كرة القدم.إي يو (الإنجليزية)
- برينو سيزار على موقع Soccerway.com (الإنجليزية)
- برينو سيزار على موقع عالم كرة القدم.نت (الإنجليزية)